# 1360年代
1360年代（せんさんびゃくろくじゅうねんだい）は、西暦（ユリウス暦）1360年から1369年までの10年間を指す十年紀。

## できごと

### 1367年
- 足利義詮没。

### 1368年
- 元朝，モンゴル高原に退く（北元）。
- 朱元璋、明を建国。
- 足利義満、室町幕府の第3代将軍となる。